# ニシクロカジキ
ニシクロカジキ（西黒梶木、学名:Makaira nigricans）は大西洋に固有のカジキの一種である。本種は海面近くの幅広い種類の生物を捕食する。本種は魚などの群れを突き抜けて泳ぐ間に、吻を使って獲物を気絶させたり傷つけたりしてから、戻ってきてその獲物を捕食することが知られている。ゲームフィッシングの対象になり、肉には脂肪が豊富に含まれるため一部の市場では商業価値が高い。
本種は大西洋の熱帯、亜熱帯、温帯域に分布するが、インド洋と太平洋の熱帯、亜熱帯域に分布するクロカジキを本種と同種とすることもある。近年行われた遺伝的研究を根拠に二種を同種とする研究者も多いが、こういった研究には問題点も指摘されているため本項では別種として扱うことにする。
メスはオスの4倍の体重にまで成長することがある。記録されている最大の体重は818kgで、最大の体長は5mである。
ニシクロカジキの成魚を捕食するのは、ほぼ人間だけである。本種はゲームフィッシングの対象となる他、本種を目的とした漁業、あるいはマグロ漁における混獲によって捕獲され、IUCNによって乱獲のため絶滅のおそれがある危急種（VU）と評価されている。
英名はAtlantic blue marlinだが、単にBlue marlinと呼ぶことも多い。
その他の呼び名として英語ではCuban black marlin、ocean guard（海の番人）、ocean gar（海のガー）があり、キューバではCasteroあるいはAguja de casteと、マデイラ諸島ではPeitoと呼ばれることもある。

## 分類
ニシクロカジキはクロカジキ属（Makaira）に属する。属名のMakairaは、短剣を意味するギリシャ語のmachairaと、剣を意味するラテン語のmachaeraに由来する。種小名のnigricansは、ラテン語で「黒くなる」という意味である。本種はフランスのラセペードによって1908年にMakaira nigricansとしてはじめて記載され、現在一般的にはこの学名が用いられているが、はじめの記載以降他の研究者による新種としての記載や海域別での種の分割が相次いだため、シノニムが多数存在する。
本種は他の「カジキ」と呼ばれる種と同様にスズキ目カジキ亜目に属し、中でもバショウカジキやシロカジキと同じマカジキ科に分類される。
ニシクロカジキ (Makaira nigricans)と、同属のクロカジキ (Makaira mazara)を別種として分類することについては議論が続いている。両種は外部形態上の差異に基づいて別種と見なされることが多かったが、1990年代後半にかけて両種が地理的な隔絶にもかかわらず遺伝的に同一であることを示す研究が複数発表された。この結果、二種を同種とみなす研究者も多く、国際連合食糧農業機関(FAO)の統計では両者を英名Blue marlin、学名Makaira nigricansとして名称を統一した。しかしこの二種に関する一連の遺伝学的研究に対しては、情報量が少ないことや標本の観察が不十分であることといった問題点が指摘されている。

## 形態

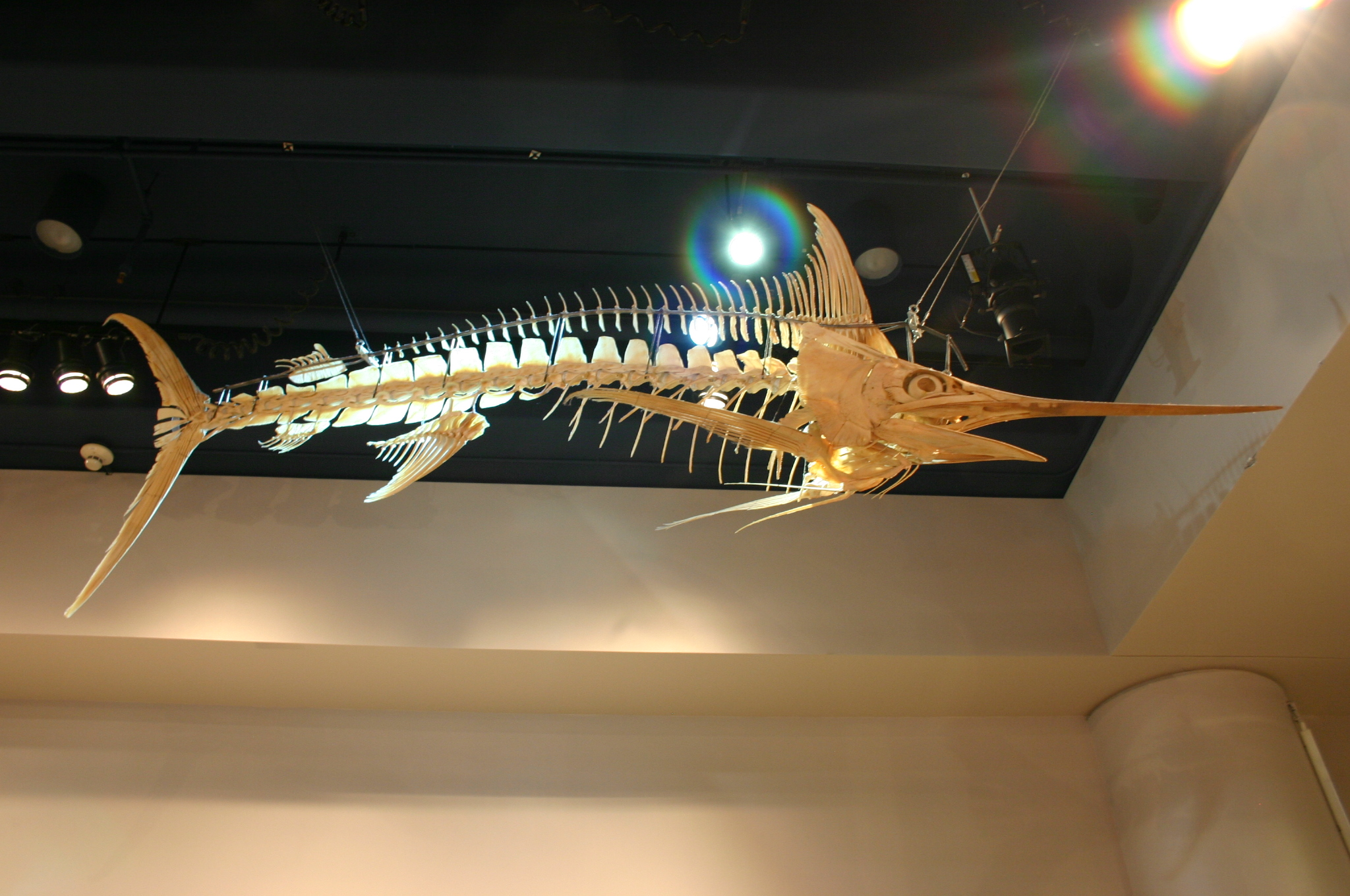
ノースカロライナ自然科学博物館における本種の全身骨格の展示

本種の平均重量は100kgから175kgほどだが、両者の最大体重を比べるとメスの方がオスより4倍ほど重く、オスの体重は160kgを超すことは滅多にない。メスの体長は最大で吻を含めて5mにもなる。メスの標本の中で最大のものの体重は540kgから820kgと報告されてきたが、大きな標本のうち科学的に正当とみとめられるものはわずかである。国際ゲームフィッシュ協会（IGFA）公認の本種の最大記録は、ブラジルのヴィトーリアで釣り上げられたもので、体重1402ポンド (636kg)である。
雌雄ともに脊椎骨数は24、うち腹椎が11で尾椎が13である。
本種は2枚の背鰭と2枚の臀鰭をもつ。頭寄りの第一背鰭には39から43個の鰭条があり、尾寄りの第二背鰭には6個か7個の鰭条がある。頭寄りの第一臀鰭は13から16個の鰭条があり、第二臀鰭は6個か7個の鰭条があって形と大きさが第二背鰭と似通っている。胸鰭は、19から22個の鰭条があり、長くて細く先端が尖っている。腹鰭は大きな個体では胸鰭より短くなっている。 
本種は他のカジキと同様、色素胞と光を反射する細胞のはたらきにより素早く体色を変えることが出来る。しかしほとんどの場合、体の上側（背部）は黒青色、下側（腹部）は銀白色である。体の両側面には約15本のコバルト色の縦縞が入り、そのそれぞれの縞の中に水玉模様や細い縞模様が入る。第一背鰭は黒色か暗青色であり、他の鰭は茶色がかった黒色で、わずかに暗青色を帯びている標本もある。また臀鰭の基部は銀白色を帯びている。
体は厚く、骨質で、細長い鱗で覆われている。吻は長く、横断面は円形をしている。両顎と口蓋はヤスリ状の歯で覆われている。
側線においては他の魚と同様、水圧の急激な変化やわずかな水の動きを感じ取っている。本種の側線は網目状になっており、未成熟個体の標本では明瞭であるが、次第に皮膚の下に埋め込まれるようになり成熟個体では不明瞭である。クロカジキの側線系はループ状の外見をなし、本種との差異が大きい。

## 分布と移動
ニシクロカジキは大西洋の熱帯で一年中みられる。生息域は暖かい時期には南半球と北半球の温帯域にまで広がり、寒い時期には赤道付近まで縮小する。
本種の生息域は大西洋で北緯45度から南緯35度までにわたる。東大西洋ではあまりみられないが、その中では北緯25度から南緯25度までのアフリカ沖の海域で最もよくみられる。最も多くの個体が見つかるのは水温が24℃より高い海域だが、表面水温が最低で21.7℃、最高で30.5℃の地点から発見例がある。
魚へのタグ（標識）付けによる研究などから、研究者は本種の移動パターンをわずかながら明らかにした。タグ付けされた魚を再捕獲することにより、カリブ海の島々とベネズエラやバハマの間、あるいはヴァージン諸島のセント・トーマス島と西アフリカの間などを移動していることが分かった。大洋間の移動もみられることがあり、アメリカ東海岸のデラウェア沖でタグ付けされた個体が約15,000km離れたインド洋のモーリシャスで発見されたという報告もある。

## 生態

### 成長と繁殖
本種の成長や繁殖の生態については未だ十分な理解は得られていない。
本種は生後2年から4年ほどで性的成熟に達する。性的成熟時の体重は、オスで35kgから44kg、メスで47kgから61kgである。
本種は夏の終わりから秋にかけて繁殖をする。メスは一度の繁殖期に、最高で4回繁殖をする。メスは直径1mmほどの卵を、一度に700万を超える数産む。その卵のうち、無事成長し性的成熟に達するのはわずかである。稚魚は浮遊性で、外洋を流れに乗り漂って生活する。幼魚は大西洋中西部の、ジョージア、ノースカロライナ、フロリダ、ジャマイカ、バハマ、ドミニカ共和国、プエルトリコなどの沖や、南西大西洋のブラジル沖に生息している。幼魚は一日に最大で16mmも成長することがあり、硬骨魚のなかでも未成魚の成長が最も早い種のひとつである。幼魚の背は黒青色で、腹部は白色である。尾鰭と尾柄はともに透明である。光沢のある青色の斑点が頭部に二つあり、背部により黒い斑点をもつ個体もいる。若魚になると、第一背鰭が大きく、窪みをもつようになる、成長につれ体長に対する背鰭の割合は少しずつ小さくなっていく。寿命は、メスで少なくとも27年、オスで18年と推定されている。

### 食性
本種は外洋の表層付近でイカやタコ等の頭足類や魚類を捕食し、中でも魚類、特にサバの仲間を好んで食する。無脊椎動物や魚類の群れの中に高速で突っ込み、本種の吻に当たって傷ついたあるいは気絶した餌生物を捕食するという行動がみられる。

### 捕食者と寄生虫
ニシクロカジキが成熟した後は捕食者はほとんどいないが、主要なものとしてはアオザメやホホジロザメといった大型の外洋性のサメがある。
本種からは多くの種類の寄生虫が報告されており、その中には条虫綱（サナダムシなど）、単生綱、線形動物、鉤頭動物、橈脚類、蔓脚類を含む。ダルマザメにより肉を食いちぎられることや、コバンザメに吸い付かれることもある。

## 経済面での重要性

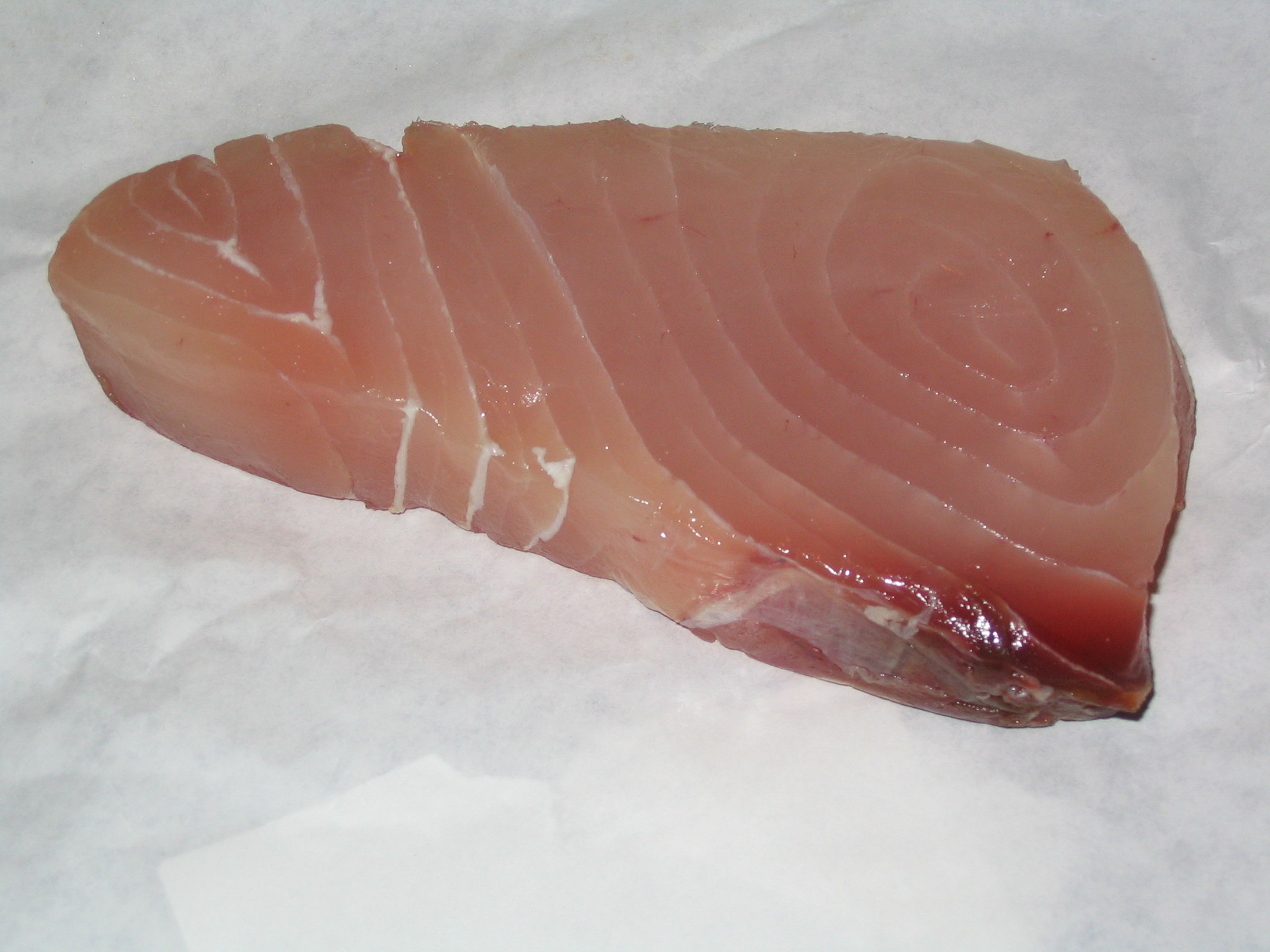
8オンス(230g)のニシクロカジキの切り身

### 漁業
本種は日本をはじめとして刺身として食されるほか、切り身はソテーやステーキとなる。2008年には日本の遠洋漁業による本種の漁獲量が1,000トンを上回るなど、世界で4,665トンが漁獲されたが、その後漁獲量は減少し2011年には世界で2,252トンが漁獲され、日本は402トンを漁獲している。主に西アフリカ諸国やブラジルで行われている沿岸漁業により主対象として漁獲されるほか、マグロやメカジキを対象にしたはえ縄漁などで混獲される。

### 釣り
希少性とサイズの大きさ、引きの強さなどから本種はスポーツフィッシングの対象として全世界の釣り人から人気を得ており、この面で本種は数百万ドル規模の産業を生んでいるといわれる。本種のスポーツフィッシングは、アメリカ、ベネズエラ、バハマ、ブラジル、カリブ海の国々などにおいて最も盛んに行われている。

## 保全状態
ニシクロカジキに対する大きな脅威となっているのが、はえ縄漁である。カリブ海だけで、日本とキューバの漁師が毎年1,000トンもの本種を漁獲していたこともあった。アメリカの海岸線から200マイル（320km）以内の距離にいるすべての船舶は、捕獲したカジキをリリースするように求められている。しかし、リリースした魚の生存率は捕獲の際の損傷のために低い。
本種は国際自然保護連合(IUCN)によって、乱獲のために絶滅のおそれがある危急種(VU)と評価されている。2010年には環境保護団体のグリーンピースが本種をシーフードレッドリスト(世界中のスーパーマーケットで一般的に販売されている魚のうち、持続不可能な漁業に由来するもののリスト)に追加した。

## 文化的側面
アメリカの作家ゼイン・グレイとアーネスト・ヘミングウェイはどちらもフロリダキーズやバハマ、キューバで本種を釣り、関連した著作を広範囲にわたって残している。有名なヘミングウェイの小説『老人と海』では、サンチャゴという名の漁師が本種とキューバ沖で3日間にわたって戦う。